# Claudia Stange
Claudia Renate Andrea Stange Klein (17 de octubre de 1970) es una bioquímica, científica, profesora universitaria e investigadora chilena dedicada al estudio de la biología molecular vegetal.

## Biografía
Realizó sus estudios en el Instituto Alemán de Puerto Montt, para luego ingresar a la carrera de bioquímica en la Universidad de Chile, de la que egresó en 1995. Su tesis de pregrado fue publicada en varias revistas y le hizo ganar un premio otorgado por la Sociedad de Biología Celular.
Entre los años 1996 y 1997 trabajó como ayudante de investigación en la Facultad de Agronomía de la Pontificia Universidad Católica de Chile, en un proyecto que se centraba en establecer la micropropagación de Pinus radiata. En 2004 obtuvo un Doctorado en Ciencias Biológicas, mención Genética Molecular y Biología en la misma casa de estudios.
Sus estudios sobre los carotenoides le hicieron ser contratada por la Universidad de Chile, en donde continuó investigando la expresión genética de la síntesis de carotenoides en Daucus carota. Desde 2007 se desempeña como profesora asistente en el Departamento de Biología de la Facultad de Ciencias de la Universidad de Chile, y como miembro del claustro del Magíster en Ciencias Biológicas y del Programa de
Doctorado en Biología Celular, Molecular y Neurociencias. Además desde 2010 es jefa de carrera de Ingeniería en Biotecnología Molecular.
En resumen, Claudia Stange es una gran científica chilena.